# TikTok
TikTok er et socialt netværk, hvor brugere kan dele korte videoer med sang-efterligning, humor, dans eller de kan vise deres talenter. Netværket ejes af ByteDance, et Beijing-selskab, der blev grundlagt i 2012 af Zhang Yiming.
Mediet blev frigivet i 2017 til iOS og Android til markedet uden for Kina.
TikTok er ikke tilgængelig i Kina, men i 2016 lancerede ByteDance Douyin-applikationen til markedet i Kina. TikTok og Douyin er identiske, men Douyin har anderledes regler end TikTok. TikTok er populær i Asien, USA og store dele af verden, og appen er tilgængelig på 39 sprog. I september 2018 blev TikTok månedens mest downloadede app i USA - den første kinesiske app, der opnåede dette.

Når man åbner appen mødes man af den såkaldte "For You Page", hvor videoer fra andre brugere er blevet genereret til den enkelte bruger alt efter, hvad man tidligere har vist interesse for eller lignende. Man følger derfor nødvendigvis ikke de brugere, som man ser videoer fra.
Alle brugere kan selv lave videoer på maksimum 10 minutter, hvortil man kan finde en sang/lyd til videoen. Man kan også tilføje forskellige effekter og filtre til videoerne.
Hvis man lægger en video op, som er tilgængelig for alle brugere, vil den muligvis blive vist på andre brugeres For You Page, hvilket kan give en meget høj eksponering af videoen med flere millioner likes og visninger. Også flere danskere har formået at få denne høje eksponering.